# Чабраче
Чабраче (словен. Čabrače) — поселення в общині Гореня вас-Поляне, Горенський регіон, Словенія. Висота над рівнем моря: 621 м.